# Stefan Majer
Stefan Majer (Varsavia, 29 ottobre 1929 – Garwolin, 5 agosto 2020) è stato un cestista e allenatore di pallacanestro polacco.

## Carriera
Da allenatore ha guidato la Polonia ai Giochi olimpici di Mosca 1980.

## Palmarès

### Giocatore
- Campionato polacco: 2

Legia Varsavia: 1955-56, 1956-57

### Allenatore
- Campionato polacco: 1

Legia Varsavia: 1968-69
- Coppa di Polonia: 2

Legia Varsavia: 1968, 1970